# Guitar Hero Live
Guitar Hero Live est un jeu vidéo de rythme, développé par FreeStyleGames et édité par Activision, sorti en octobre 2015 sur PlayStation 3, PlayStation 4, Wii U, Xbox 360 et Xbox One, ainsi que sur iOS.
Guitar Hero Live sert de reboot à la franchise Guitar Hero, depuis son dernier opus Guitar Hero: Warriors of Rock, en 2010. Il introduit de nouvelles mécaniques de gameplay, incluant une guitare dont la conception est revue, avec un nouvel agencement des 6 boutons, un nouveau style de présentation en full motion video, simulant une expérience de concert se voulant réaliste du point de vue du guitariste, et un nouveau mode Guitar Hero TV pour abriter le multijoueur ainsi que de nouvelles playlists, dans le style des chaînes de télévision musicales.

## Système de jeu
Guitar Hero Live reprend dans les grandes lignes le même système de jeu que les précédents titres de la série, à savoir un contrôle du jeu par le biais d'un contrôleur en forme de guitare, avec des boutons et une barre de grattement et dans le but de faire correspondre les notes que l'on joue et celles qui défilent sur un manche de guitare défilant à l'écran, correspondant aux notes de la chanson. Contrairement à ces principes applicables à toute la série, le contrôleur guitare de Guitar Hero Live comporte 6 boutons à la place de 5, répartis en 2 rangées de 3. Les frettes sont représentées par trois lignes sur l'écran, contenant des notes noires ou blanches, pour différencier les deux rangées de boutons. Les niveaux de difficulté bas utilisent seulement une rangée de boutons, alors que les niveaux de difficulté hauts utiliseront des accords jouables en combinant les deux rangées,. Il n'est pas prévu d'inclure d'autres instruments comme le chant ou la batterie dans le jeu, ce que Jackson a affirmé : le jeu est « centré sur les guitares ».
Le mode principal est une expérience solo ; le mode Guitar Hero TV (GHTV) sert de jeu libre avec un support multijoueur, offrant aux joueurs la capacité de jouer des chansons individuellement ou sur des chaînes musicales différentes, chacune ayant son propre style de musique. Ce mode s'occupe également du matchmaking, permettant aux joueurs de se battre contre d'autres sur la même chaîne en ligne et en temps réel. GHTV utilise des clips vidéo au lieu des séquences vidéo utilisées dans le mode principal,.
Guitar Hero Live est également jouable via une application sur mobile supportant la guitare, offrant « [le] jeu entier sans compromis ». Les détails spécifiques n'ont pas encore été annoncés.

## Bande sonore
| Chanson                                              | Artiste(s)                     | Année | Genre            |
| ---------------------------------------------------- | ------------------------------ | ----- | ---------------- |
| A Heartbreak                                         | Angus & Julia Stone            | 2014  | Pop rock         |
| According to You                                     | Orianthi                       | -     | Pop/Rock         |
| Also Am I                                            | 36 Crazyfists                  | -     | -                |
| American Idiot                                       | Green Day                      | 2004  | Pop punk         |
| Another is Waiting                                   | The Avett Brothers             | 2013  | Rock indépendant |
| Are You Gonna Be My Girl                             | Jet                            | 2003  | Hard rock        |
| Asleep at the Wheel                                  | Band of Skulls                 | 2013  | Rock indépendant |
| Bangarang                                            | Skrillex                       | 2011  | Électronique     |
| Been Away Too Long                                   | Soundgarden                    | 2012  | Hard rock        |
| Before He Cheats                                     | Carrie Underwood               | 2005  | Country          |
| Berzerk                                              | Eminem                         | 2013  | Hip-hop          |
| Best Day of My Life                                  | American Authors               | 2013  | Rock indépendant |
| Bitter Rivals                                        | Sleigh Bells                   | 2013  | Pop rock         |
| Bones Exposed                                        | Of Mice and Men                | 2014  | Metal            |
| Breaking the Law                                     | Judas Priest                   | 1980  | Metal            |
| Buddy Holly                                          | Weezer                         | 2004  | Rock alternatif  |
| Bulls on Parade                                      | Rage Against the Machine       | 1996  | Rock alternatif  |
| Chop Suey!                                           | System of a Down               | 2001  | Nu metal         |
| Club Foot                                            | Kasabian                       | 2004  | -                |
| Come On Over                                         | Royal Blood                    | -     | -                |
| Come with Me Now                                     | Kongos                         | 2011  | Rock alternatif  |
| Coming of Age                                        | Foster the People              | 2014  | -                |
| Cool Kids                                            | Echosmith                      | 2014  | Pop rock         |
| Counting Stars                                       | OneRepublic                    | 2013  | -                |
| Cowboys from Hell                                    | Pantera                        | 1990  | Metal            |
| Cry of Achilles                                      | Alter Bridge                   | 2013  | Hard rock        |
| Deliver Us                                           | In Flames                      | 2011  | Metal            |
| Demon Dance                                          | Surfer Blood                   | -     | -                |
| Demon to Lean On                                     | Wavves                         | -     | -                |
| Diamond Eyes                                         | Deftones                       | 2010  | Metal            |
| Disposable Teens                                     | Marilyn Manson                 | 2000  | Metal            |
| Don't Owe You a Thang                                | Gary Clark, Jr.                | 2010  | Blues rock       |
| Down With the Sickness                               | Disturbed                      | 2000  | Nu metal         |
| Everybody Talks                                      | Neon Trees                     | 2011  | Pop rock         |
| Famous                                               | Charli XCX                     | 2015  | -                |
| Feel So Close                                        | Calvin Harris                  | 2011  | Électronique     |
| Freak on a Leash                                     | Korn                           | 1998  | Nu metal         |
| Ghost Walking                                        | Lamb of God                    | -     | -                |
| Girls/Girls/Boys                                     | Panic! at the Disco            | -     | -                |
| Going to Hell                                        | The Pretty Reckless            | 2014  | Hard rock        |
| Gold on the Ceiling                                  | The Black Keys                 | 2011  | Blues rock       |
| Got the Time                                         | Anthrax                        | 1990  | Thrash metal     |
| Gravedigger                                          | Architects                     | 2014  | Metal            |
| Guerrilla Radio                                      | Rage Against the Machine       | 1999  | Rock alternatif  |
| Hangar 18                                            | Megadeth                       | 1990  | Metal            |
| Harlem                                               | New Politics                   | 2013  | Rock alternatif  |
| High Road                                            | Mastodon                       | 2014  | Metal            |
| Higher Ground                                        | Red Hot Chili Peppers          | 1989  | Funk             |
| Ho Hey                                               | The Lumineers                  | 2012  | Rock indépendant |
| Hold Back the River                                  | James Bay                      | -     | -                |
| I Gotsta Get Paid                                    | ZZ Top                         | 2012  | Rock sudiste     |
| I Have a Problem                                     | Beartooth                      | 2014  | Metal            |
| In Due Time                                          | Killswitch Engage              | 2013  | Metal            |
| In the End                                           | Black Veil Brides              | 2013  | Glam metal       |
| Kathleen                                             | Catfish and the Bottlemen      | 2014  | Rock indépendant |
| King for a Day                                       | Pierce the Veil                | 2012  | Emo              |
| Lazerray                                             | TV on the Radio                | -     | -                |
| Leave It Alone                                       | Broken Bells                   | 2014  | Rock             |
| Left Hand Free                                       | alt-J                          | 2014  | Rock indépendant |
| Let Her Go                                           | Passenger                      | -     | -                |
| Lies                                                 | Deap Vally                     | 2013  | Rock             |
| Limelight                                            | Rush                           | -     | -                |
| Little Monster                                       | Royal Blood                    | 2014  | Blues rock       |
| Lived a Lie                                          | You Me at Six                  | 2014  | -                |
| Love Bites (So Do I)                                 | Halestorm                      | 2012  | Hard rock        |
| Lust for Life                                        | Iggy Pop                       | 1977  | Punk rock        |
| Metal Zone                                           | The Vines                      | -     | -                |
| Mind Your Manners                                    | Pearl Jam                      | 2013  | Modern rock      |
| Moaning Lisa Smile                                   | Wolf Alice                     | -     | -                |
| More Than a Feeling                                  | Boston                         | -     | -                |
| Mountain Sound                                       | Of Monsters and Men            | 2011  | Indie pop        |
| Move Shake Hide                                      | Marmozets                      | 2013  | Hard rock        |
| My Songs Know What You Did in the Dark (Light Em Up) | Fall Out Boy                   | 2013  | Pop rock         |
| Na Na Na (Na Na Na Na Na Na Na Na Na)                | My Chemical Romance            | 2010  | Pop punk         |
| No Shows                                             | Gerard Way                     | -     | -                |
| Now                                                  | Paramore                       | 2013  | Pop punk         |
| Nuclear Family                                       | Green Day                      | 2012  | Pop punk         |
| Paint It Black                                       | The Rolling Stones             | 1966  | Classic rock     |
| Pedestrian at Best                                   | Courtney Barnett               | 2015  | Rock indépendant |
| Right Back at It Again                               | A Day to Remember              | 2013  | Hard rock        |
| Rimbaud Eyes                                         | Dum Dum Girls                  | 2014  | Pop rock         |
| Rise Up                                              | Cypress Hill feat. Tom Morello | -     | -                |
| San Francisco                                        | The Mowgli's                   | -     | -                |
| Sex on Fire                                          | Kings of Leon                  | 2008  | Rock             |
| Shadow Moses                                         | Bring Me the Horizon           | 2013  | Metal            |
| Sing                                                 | Ed Sheeran                     | 2014  | Pop              |
| Sirens                                               | Pearl Jam                      | -     | -                |
| Sometimes                                            | Blitz Kids                     | 2014  | Pop punk         |
| Sounds Like Balloons                                 | Biffy Clyro                    | 2013  | Pop rock         |
| Stone                                                | Alice in Chains                | 2013  | Hard rock        |
| Strife                                               | Trivium                        | 2013  | Metal            |
| Sundial                                              | Wolfmother                     | 2009  | Hard rock        |
| Sweet Remain                                         | Vista Chino                    | 2013  | Hard rock        |
| Take a Walk                                          | Passion Pit                    | 2012  | Indie rock       |
| Temper Temper                                        | Bullet for My Valentine        | 2012  | Metal            |
| The Clincher                                         | Chevelle                       | 2004  | Nu metal         |
| The Final Episode                                    | Asking Alexandria              | 2009  | Metalcore        |
| The Lazy Song                                        | Bruno Mars                     | 2010  | Pop rock         |
| The Looking Glass                                    | Dream Theater                  | 2013  | Metal            |
| The Ocean                                            | Tonight Alive                  | 2013  | Pop rock         |
| The Rock Show                                        | Blink-182                      | 2001  | Pop punk         |
| Thunder Kiss '65                                     | White Zombie                   | 1992  | Metal            |
| Thunder on the Mountain                              | Bob Dylan                      | 2006  | Blues rock       |
| Tie Your Mother Down                                 | Queen                          | 1976  | Classic rock     |
| Tragedy + Time                                       | Rise Against                   | 2014  | Punk rock        |
| Tribute                                              | Tenacious D                    | 2001  | Hard rock        |
| Under Cover of Darkness                              | The Strokes                    | 2011  | Rock indépendant |
| Under the Pressure                                   | The War on Drugs               | 2014  | Rock indépendant |
| What Doesn't Kill You                                | Jake Bugg                      | 2013  | Rock indépendant |
| When You Were Young                                  | The Killers                    | 2006  | Rock alternatif  |
| The Wire                                             | Haim                           | 2013  | Pop rock         |

## Développement

### Origines et abandon du projet
Les jeux de rythme tels que Guitar Hero et Rock Band ont connu un franc succès de 2005 à 2008, mais à cause du marché saturé et du début de la crise de 2009, ce genre de jeux subit grand nombre d'échec, et sa popularité s'est amenuisée. Les ventes du précédent opus Guitar Hero: Warriors of Rock étaient en dessous des estimations. Le NPD Group reporta le nombre de 86 000 unités vendues les cinq derniers jours du mois de sa sortie. Ces chiffres étaient bien en dessous des standards de la série établis par les précédents opus, comme 1 500 000 et 50 000 unités vendues respectivement pour Guitar Hero III: Legends of Rock et Guitar Hero World Tour,. Les ventes combinées en Amérique du Nord de Warriors of Rock et DJ Hero 2 étaient en dessous d'1 million en 2010, soit 63 % de moins que les ventes combinées de Guitar Hero 5, DJ Hero, et Band Hero en 2009. Les revenus faibles engendrés par Warriors of Rock menèrent en partie à l'annulation par Activision d'une suite prévue pour 2011, et à une mise en veille de la franchise.
Dans une interview de Forbes.com en juin 2011, le PDG d'Activision Bobby Kotick affirma qu'ils étaient en train de renouveler la série, mais un ancien collaborateur de Vicarious Visions dit qu'à partir de 2012, le développement de Guitar Hero chez Activision avait cessé. Une autre source proche de Vicarious Visions informa Kotaku que pendant le développement de Guitar Hero 7 par un studio d'Activision, le jeu était considéré comme un « désastre ».
Le jeu annulé faisait l'impasse sur les autres instruments et utilisait uniquement le contrôleur guitare, concevant un nouveau système à 6 boutons pour remplacer la barre de grattement ; mais l'unité en résultant fut considérée trop onéreuse à la production et à l'achat. Les développeurs recommençaient à zéro en créant de nouveaux personnages et lieux qui auraient été plus réactifs à la chanson jouée, pour donner une impression de clip vidéo, mais finalement ce fut un défi trop important et l'idée fut oubliée. De plus, à cause d'un budget limité, la sélection de chansons était rabaissée à des chansons des années 1990 dont acheter les droits étaient moins coûteux, ou parfois la réutilisation des chansons précédemment utilisées dans la série Guitar Hero. Malgré un temps de développement fixé à 2 ans, le développement de Guitar Hero 7 fut annulé après que le président d'Activision Eric Hirshber a constaté l'avancement du projet après un an de recherche.

### Guitar Hero Live
En février 2015, des rumeurs prédirent que de nouvelles séquelles, dans les deux franchises Guitar Hero et Rock Band, étaient en développement pour la huitième génération de consoles. Harmonix annonça Rock Band 4 le 5 mars 2015,. Le 14 avril 2015, Activision annonça officiellement que le reboot de la franchise Guitar Hero, intitulé Guitar Hero Live, était en développement par le studio FreeStyle Games - les développeurs des jeux DJ Hero antérieurs.
Lors d'une interview avec le magazine Fortune, le PDG d'Activision Publishing Eric Hirshberg se rendit compte de la popularité rémanente de la franchise Guitar Hero, même après 5 ans de pause, avec entre autres les 10 millions d'abonnés sur la page Facebook de Guitar Hero. Cependant, Hirshberg établit qu'Activision voulait réinventer la série pour la détacher de l'image donnée par les précédents opus et pour ramener ceux qui ont perdu l'intérêt des jeux vidéo musicaux face à leur saturation.
Le développement de Guitar Hero Live fut confié à FreeStyle Games autour de 2012, Activision leur donnant la liberté de ne pas prendre pour exemple les précédents jeux de la série. Le système de jeu principal de Guitar Hero Live fut recréé à partir de zéro ; le développeur Jamie Jackson explique que le but du jeu était d'amener une « grande innovation » à la franchise, plutôt que de continuer sur les mêmes bases, instaurées par les jeux précédents. Il demanda à ses employés de « considérer Guitar Hero uniquement comme un titre. Imaginer qu'il s'agit d'un jeu musical avec un contrôleur guitare, mais prétendre que rien d'autre n'a jamais été fait. ». L'équipe réfléchit à ce qui avait rendu la série Guitar Hero populaire, revirent les précédents jeux de la franchise qui avaient pour but de laisser le joueur s'improviser guitariste superstar, et prirent les décisions de game-design qui permettraient d'améliorer et de rendre plus réaliste cette expérience. Ils citèrent aussi une franchise sœur de Guitar Hero, Call of Duty, comme une influence pour atteindre leur but, à savoir offrir une expérience immersive à la première personne,.
L'apparence du contrôleur guitare fut repensée. Au lieu d'utiliser la rangée de 5 boutons-frettes colorés, Guitar Hero Live utilise un nouveau design avec 6 frettes organisées en 2 rangées de 3, et affichées comme des notes blanches et noires dans le jeu. Jackson expliqua que ce nouvel agencement était supposé rendre le jeu plus accessible aux nouveaux joueurs, car cette organisation en 3 boutons ne demande pas d'utiliser l'auriculaire ; une difficulté rencontrée par les débutants avec l'ancien contrôleur à 5 boutons. Cet agencement offre également un nouveau défi aux joueurs confirmés, avec des simulations d'accords plus réalistes,.
Le jeu en lui-même est présenté comme un opus d'un style plus réaliste et immersif que les précédents, remplaçant les personnages en trois-dimensions et les décors de ces-derniers par des personnages et décors en full motion video, filmé à la première personne (du point de vue du guitariste) ; simulant les paramètres présents lors d'un concert réel. Les séquences vidéo sont dynamiques, et peuvent passer entre les versions où le public et les membres du groupe sont enthousiastes (version positive) et quand ils sont mécontents (version négative), selon la qualité de la performance du joueur. Les séquences à la première personne utilisent les musiciens de studio comme des acteurs jouant les membres restants du groupe, et sont filmées par un système de caméra robotique Bolt, programmé pour simuler les mouvements d'un vrai guitariste sur scène. Pour permettre des transitions plus discrètes entre les versions positive et négative, plusieurs prises furent jouées pour chaque chanson en utilisant les mêmes mouvements de caméra et le même cadrage. Des groupes de 200 à 400 acteurs furent filmés en utilisant des fonds verts pour construire le public ; en utilisant variantes prises et d'autres techniques de montage, les groupes d'acteurs étaient rendus capables de couvrir des surfaces bien plus grandes. Des effets de spatialisation sonore sont également sollicités, ajustant le volume de certains instruments selon la distance les séparant, à l'écran, du guitariste incarné par le joueur,,.